# Jean III. de Grailly

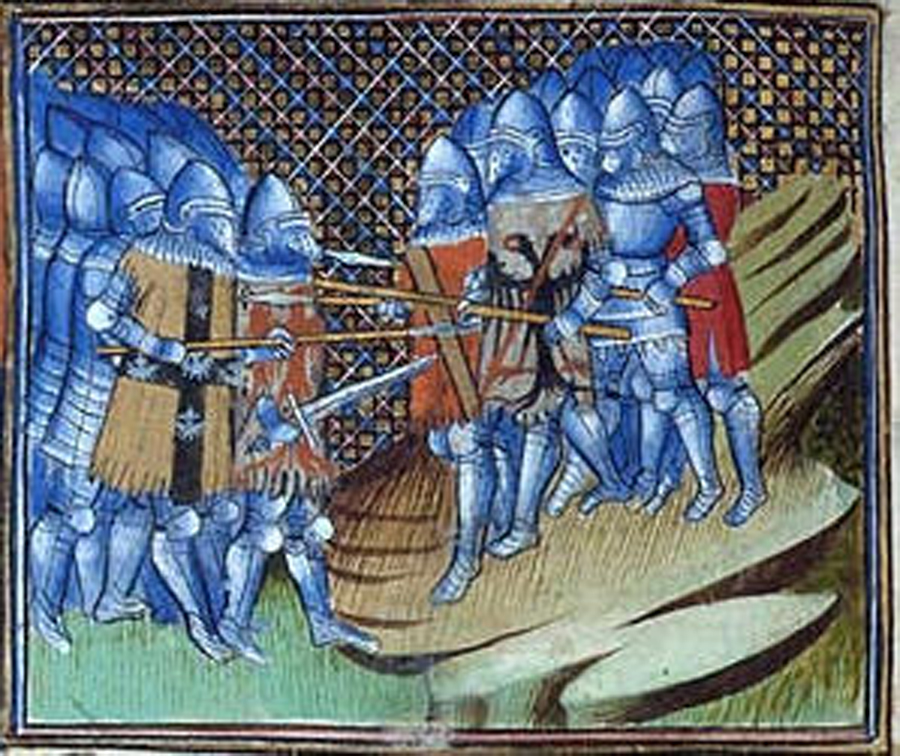
Jean III. de Grailly (links mittig) in der Schlacht von Cocherel (Jean Froissart)

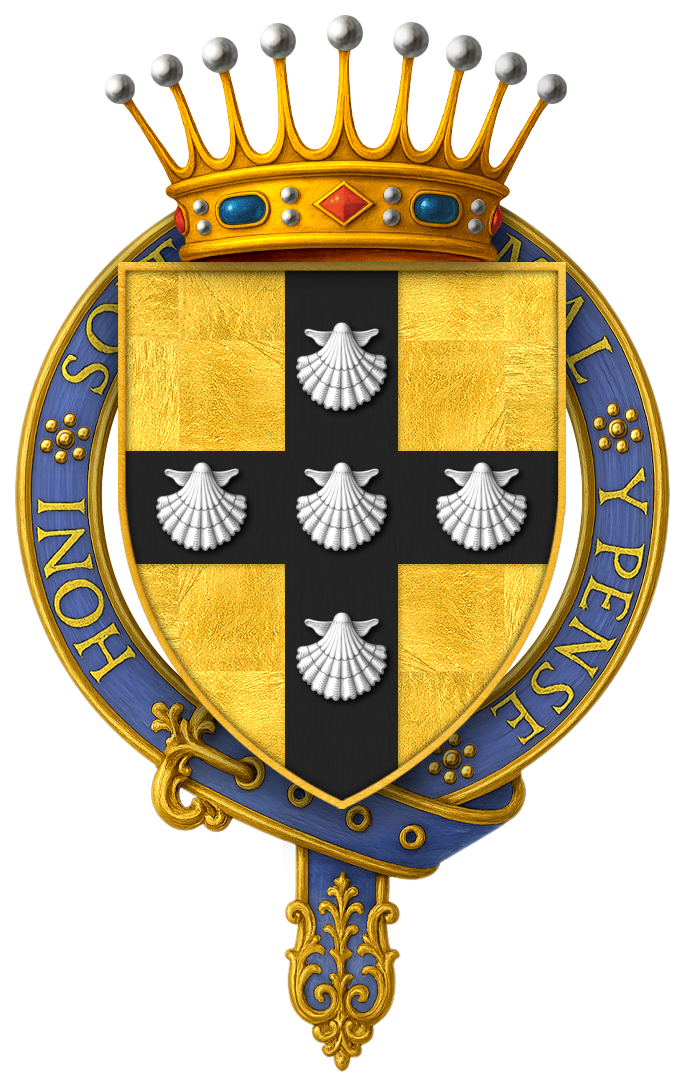
Wappen Jeans III. de Grailly als Ritter des Hosenbandordens

Jean III. de Grailly, KG († 7. September 1376 in Paris) war Captal de Buch von 1347 bis 1376 und einer der wichtigsten Militärführer des Hundertjährigen Kriegs. Berühmt wurde er durch Froissarts Schilderung seiner Person als Musterbeispiel ritterlicher Tugend.

## Biographie
Er war der Sohn von Jean II. de Grailly († 1343), dem ersten Captal de Buch aus dem Haus Grailly, und Blanche de Foix. Wie sein Vater war er ein treuer Verbündeter der Könige von England als Herzöge von Aquitanien in deren Kampf gegen die Könige von Frankreich. Als Vizegraf von Bénauges und Castillon war er darüber hinaus der mächtigste anglo-gascognische Baron. Die Tatsache, dass sein Großvater Pierre II. de Grailly seinen Vater überlebte, mag erklären, warum Jean III. de Grailly als Captal de Buch bekannt ist: dies war der einzige wichtige Titel, den er bis 1357 trug.
Jean III. wird als eines der Gründungsmitglieder des 1348 gestifteten Hosenbandordens angesehen, wird in der Mitgliederliste an vierter Stelle geführt, obwohl sowohl der Chorstuhl des Captal de Buch in der St George’s Chapel in Windsor Castle als auch die ältesten erhaltenen Statuten des Ordens vom Beginn des 15. Jahrhunderts den Namen „Pierre, captal de Buch“ vorweisen, was vermuten lässt, dass sein Großvater vor Jean III. bereits Ordensritter war. Tatsächlich handelt es sich um einen Übermittlungsfehler, Jean III. war das erste Mitglied des Hosenbandordens seiner Familie.
Erstmals historisch greifbar wird er als Angehöriger einer gascognischen Adelsabordnung, die nach England reiste, um Hilfe gegen die Franzosen zu erbitten (1355), die zum Feldzug des Edward of Woodstock, des später sogenannten „Schwarzen Prinzen“, führte. Dessen Armee erreichte Bordeaux im September 1355 und unternahm gemeinsam mit dem Captal zwei Feldzüge gegen das Königreich Frankreich, dessen zweiter mit dem Sieg in der Schlacht bei Maupertuis (19. September 1356) endete.
Alle Chronisten unterstreichen die wichtige Rolle des Captal in dieser Schlacht. Mit einem Teil seiner gascognischen Reiter gelangte er in den Rücken der französischen Armee, was entscheidend zum Sieg beitrug. Der Captal de Buch war danach in ganz Westeuropa eine Berühmtheit, man nannte ihn im gleichen Atemzug wie seinen Waffengefährten John Chandos und seinen französischen Rivalen Bertrand du Guesclin. Jean de Grailly ist einer der Helden des Chronisten Jean Froissart.
1357–1358 nahm er an der Seite seines Blutsverwandten Gaston III. Febus, Graf von Foix und Vizegraf von Béarn (1343–1391) am jährlichen „Kreuzzug“ der Deutschordensritter gegen die heidnischen Balten teil. Bei ihrer Rückkehr 1358 unterdrückten sie den Teil des Jacquerie-Aufstands, der die Stadt Meaux belagerte, in der sich die Ehefrau des Dauphins und späteren französischen Königs Karl V. mit ihrem Gefolge aufhielt.
Auch nach dem Vertrag von Brétigny (1360), dem Friedensschluss zwischen Eduard III. von England und Johann II. von Frankreich, kämpfte Jean de Grailly weiter. Er verbündete sich mit Karl II., König von Navarra, und versuchte seinen normannischen Besitz in der Schlacht von Cocherel (6. Mai 1364) zu verteidigen, wurde aber geschlagen und von den Franzosen unter Bertrand Du Guesclin gefangen genommen. Nachdem er König Karl V. zugesagt hatte, als Vermittler beim König von England in Fragen der korrekten Abwicklung des Friedensvertrages aufzutreten, erhielt er seine Freiheit zurück, bekam in diesem Zusammenhang auch die Herrschaft Nemours, die für ihn zur Grafschaft erhoben wurde und für die er dem französischen König huldigte. Der Schwarze Prinz machte ihm dafür jedoch Vorwürfe, woraufhin Jean de Grailly Nemours an den König zurückgab.
Offensichtlich nahm er auch am Kastilien-Feldzug des Schwarzen Prinzen teil, mit dem Peter der Grausame im Kampf gegen Heinrich von Trastamara und Bertrand du Guesclin auf den kastilischen Thron gelangte (Schlacht von Nájera am 3. April 1367).
Nach einem Hilferuf des Grafen Jean I. von Armagnac, der sich gegen die 1368 vom Schwarzen Prinzen erhobene „Fouage“ (eine auf jede Feuerstelle erhobene Steuer) wandte, brach der Krieg in Frankreich wieder aus. Natürlich kämpfte der Captal mit allen verfügbaren Kräften auf Seiten der Engländer. Der Schwarze Prinz gab ihm am 27. Juni 1369 die Grafschaft Bigorre, die der französische König zuvor bereits dem Grafen von Armagnac gegeben hatte. Nach dem Tod von John Chandos (2. Januar 1370) wurde Jean de Grailly dessen Nachfolger als Connétable von Aquitanien. Am 23. August 1372 fiel er in Soubise erneut in die Hände der Franzosen, die ihn diesmal nicht wieder freiließen. Er starb im Temple am 7. September 1376. Froissart berichtet, er sei in Paris bestattet worden, allerdings hatte er in seinem Testament von 1369 gewünscht, in der Franziskanerkirche in Bordeaux (Stadtviertel Saint-Michel) beerdigt zu werden.

## Ehe und Nachkommen
Jean III. de Grailly war mit Rose d’Albret verheiratet, hatte aber keine Kinder aus dieser Ehe. Er vermachte seinen Besitz seinem Onkel Archambaud de Grailly, der die Nachfolge ohne Widerstand antreten konnte.
Außerehelich hatte er einen Sohn, der wie er Jean de Grailly genannt wurde. Er wird im Testament von 1369 nicht erwähnt, so dass anzunehmen ist, dass er zu diesem Zeitpunkt noch nicht geboren war. 1372 geriet sein Vater in Gefangenschaft, so dass er aus den Jahren 1369 bis 1372 stammen muss.